# Équipe du Cameroun de football à la Coupe du monde 1994
L'Équipe du Cameroun de football a participé à la Coupe du monde de football de 1994 organisée aux États-Unis du 17 juin au 17 juillet 1994. Elle a été éliminée au premier tour.

## Joueurs et encadrement
22 joueurs sont sélectionnés par Henri Michel.
| Numéro / Nom       | Numéro / Nom        | Club               | Date de naissance | J.              | Buts            | Jaune           | Rouge           |
| Gardiens de but    | Gardiens de but     | Gardiens de but    | Gardiens de but   | Gardiens de but | Gardiens de but | Gardiens de but | Gardiens de but |
| ------------------ | ------------------- | ------------------ | ----------------- | --------------- | --------------- | --------------- | --------------- |
| 1                  | Joseph-Antoine Bell | AS Saint-Étienne   |                   | 2               | 0               | 0               | 0               |
| 21                 | Thomas N'Kono       | L'Hospitalet       |                   | 0               | 0               | 0               | 0               |
| 22                 | Jacques Songo'o     | FC Metz            | 17/03/1964        | 1               | 0               | 1               | 0               |
| Défenseurs         |                     |                    |                   |                 |                 |                 |                 |
| 2                  | André Kana-Biyik    | Le Havre AC        |                   | 1               | 0               | 1               | 0               |
| 3                  | Rigobert Song       | Tonnerre Yaoundé   |                   | 2               | 0               | 0               | 1               |
| 4                  | Samuel Ekeme        | Canon Yaoundé      |                   | 0               | 0               | 0               | 0               |
| 5                  | Victor Ndip         | Olympique Mvolyé   |                   | 1               | 0               | 0               | 0               |
| 13                 | Raymond Kalla       | Canon Yaoundé      |                   | 3               | 0               | 1               | 0               |
| 14                 | Stephen Tataw       | Olympique Mvolyé   |                   | 3               | 0               | 1               | 0               |
| 15                 | Hans Agbo           | Olympique Mvolyé   |                   | 3               | 0               | 0               | 0               |
| Milieux de terrain |                     |                    |                   |                 |                 |                 |                 |
| 6                  | Thomas Libiih       | Ohod Club          |                   | 3               | 0               | 0               | 0               |
| 8                  | Émile Mbouh         | Qatar SC           |                   | 2               | 0               | 1               | 0               |
| 10                 | Louis-Paul M'Fédé   | Canon Yaoundé      |                   | 3               | 0               | 0               | 0               |
| 11                 | Emmanuel Maboang    | Rio Ave FC         |                   | 2               | 0               | 0               | 0               |
| 12                 | Paul Loga           | Prévoyance Yaoundé |                   | 0               | 0               | 0               | 0               |
| 17                 | Marc-Vivien Foé     | Canon Yaoundé      |                   | 3               | 0               | 0               | 0               |
| 18                 | Jean-Pierre Fiala   | Canon Yaoundé      |                   | 0               | 0               | 0               | 0               |
| Attaquants         |                     |                    |                   |                 |                 |                 |                 |
| 7                  | François Omam-Biyik | RC Lens            |                   | 3               | 1               | 0               | 0               |
| 9                  | Roger Milla         | Tonnerre Yaoundé   |                   | 2               | 1               | 0               | 0               |
| 16                 | Alphonse Tchami     | Odense BK          |                   | 1               | 0               | 0               | 0               |
| 19                 | David Embé          | Belenenses         |                   | 3               | 1               | 0               | 0               |
| 20                 | Georges Mouyémé     | Troyes             |                   | 1               | 0               | 0               | 0               |
| Sélectionneur      |                     |                    |                   |                 |                 |                 |                 |
|                    | Henri Michel        |                    |                   |                 |                 |                 |                 |

## Compétition
Le tirage au sort place le Cameroun dans le groupe B, en compagnie de deux des quatre futurs demi-finalistes du mondial. Le Brésil et la Suède prouvèrent qu'ils étaient bien supérieurs au Cameroun et à la Russie dans chaque compartiment de jeu. Le match entre ces derniers sera celui de deux nouveaux records. Le Russe Oleg Salenko devint le premier - et actuellement reste le seul - à inscrire cinq buts au cours d'un match de Coupe du monde, pour une écrasante victoire 6-1 face aux Camerounais. Salenko finira co-meilleur buteur du mondial avec six buts, grâce à un but marqué auparavant face à la Suède. À 42 ans, et en marquant face aux russes, Roger Milla devint le plus vieux buteur d'un match de Coupe du monde, bien que ce but soit surtout une consolation pour le Cameroun. Cependant, ce résultat fut insuffisant et ne permit pas à la Russie d'effacer ses deux importantes défaites initiales face au Brésil et à la Suède. Les Auriverdes disposèrent aisément des Africains 3-0 avant de faire match nul contre les Suédois et de confirmer ainsi leur première place. Avec cinq points, la Suède termina deuxième.
|   | Équipe   | Pts | J | G | N | P | Bp | Bc | Diff |
| 1 | Brésil   | 7   | 3 | 2 | 1 | 0 | 6  | 1  | +5   |
| 2 | Suède    | 5   | 3 | 1 | 2 | 0 | 6  | 4  | +2   |
| 3 | Russie   | 3   | 3 | 1 | 0 | 2 | 7  | 6  | +1   |
| 4 | Cameroun | 1   | 3 | 0 | 1 | 2 | 3  | 11 | -8   |

| 8  | 19 juin 1994 | Cameroun | 2 - 2 | Suède    |
| 10 | 20 juin 1994 | Brésil   | 2 - 0 | Russie   |
| 19 | 24 juin 1994 | Suède    | 3 - 1 | Russie   |
| 20 | 24 juin 1994 | Brésil   | 3 - 0 | Cameroun |
| 30 | 28 juin 1994 | Brésil   | 1 - 1 | Suède    |
| 32 | 28 juin 1994 | Russie   | 6 - 1 | Cameroun |

| 19 juin 1994 | Cameroun                  | 2 - 2 | Suède                 | Rose Bowl, Pasadena                                     |                                                         |
| 16:35        | Embé 31e · Omam-Biyik 47e |       | Ljung 8e · Dahlin 75e | Spectateurs : 93 194 Arbitrage : Alberto Tejada Noriega | Spectateurs : 93 194 Arbitrage : Alberto Tejada Noriega |
| 16:35        | Rapport                   |       |                       | Spectateurs : 93 194 Arbitrage : Alberto Tejada Noriega | Spectateurs : 93 194 Arbitrage : Alberto Tejada Noriega |

| 24 juin 1994                      | Brésil                                       | 3 - 0 | Cameroun | Stanford Stadium, Palo Alto                           |                                                       |
| 13:05 · Historique des rencontres | Romário 39e · Márcio Santos 66e · Bebeto 73e |       |          | Spectateurs : 83 401 Arbitrage : Arturo Brizio Carter | Spectateurs : 83 401 Arbitrage : Arturo Brizio Carter |
| 13:05 · Historique des rencontres | Rapport                                      |       |          | Spectateurs : 83 401 Arbitrage : Arturo Brizio Carter | Spectateurs : 83 401 Arbitrage : Arturo Brizio Carter |

| 28 juin 1994                      | Russie                                                 | 6 - 1 | Cameroun  | Stanford Stadium, Palo Alto                      |                                                  |
| 13:05 · Historique des rencontres | Salenko 15e, 41e, 44e (pen.), 72e, 75e · Radchenko 81e |       | Milla 46e | Spectateurs : 74 914 Arbitrage : Jamal Al Sharif | Spectateurs : 74 914 Arbitrage : Jamal Al Sharif |
| 13:05 · Historique des rencontres | Rapport                                                |       |           | Spectateurs : 74 914 Arbitrage : Jamal Al Sharif | Spectateurs : 74 914 Arbitrage : Jamal Al Sharif |